# Crítica (diari)
Crítica va ser un diari argentí publicat a Buenos Aires. Va ser fundat pel periodista uruguaià Natalio Botana el 15 de setembre de 1913. El diari tenia un to sensacionalista i va arribar a ser un dels més venuts del país. Va deixar d'editar-se en 1962.

## Història
El periodista uruguaià Natalio Botana va fundar el diari Crítica el 15 de setembre de 1913. Esta primera edició es componia de 5.000 exemplars, que Botana havia finançat gràcies a un préstec realitzat per Marcelino Ugarte, polític que pertanyia al Partido Autonomista Nacional que va exercir en reiterades ocasions el càrrec de Governador de la província de Buenos Aires. Per la proximitat del seu director amb els polítics conservadors, el diari va ser opositor al govern del President Hipólito Yrigoyen, titulant "Dios salve a la República" el dia de la seua assumpció.
L'èxit del diari sofreix un augment molt important en els anys següents, consolidant-se en 1922 quan treu la seva cinquena edició i comença a vendre 75.000 exemplars diaris. Des d'aquest moment el diari comença a ampliar el seu espectre, i en 1923 comença amb la producció esportiva en cobrir la baralla de boxa entre Jack Dempsey i Luis Ángel Firpo. El 26 de febrer de 1926 el diari aconseguiria la seva xifra rècord de vendes, en aconseguir els 900.000 exemplars diaris, i el 5 de novembre d'aquest any es llança Crítica Magazine, un suplement cultural en el qual van escriure figures com Roberto Arlt, Raúl González Tuñón, Enrique González Tuñón, Carlos de la Pua, Ricardo M. Setaro, Alfonsina Storni i Ulyses Petit de Murat.
Continuant amb la línia clàssica, el diari Crítica va donar suport al cop d'estat que va enderrocar a Yrigoyen en 1930. No obstant això, a partir de 1931 va començar a distanciar-se dels sectors militars i va romandre clausurat durant els dos anys següents. No obstant això el 17 de març de 1932 es llança el noticier cinematogràfic que convertiria a Crítica en el primer grup multimitjans del país. El diari va reprendre el seu funcionament i el 12 d'agost de 1933 es va crear un suplement cultural anomenat Revista Multicolor, que duraria fins a octubre de 1934. Aquesta revista era un suplement d'unes vuit pàgines que es trobava imprès en color, i l'adreça del qual es trobava a càrrec de Jorge Luis Borges i Ulyses Petit de Murat.
L'agost de 1941 Natalio Botana mor en un accident automobilístic, deixant el diari a la seva família. Igual que amb el govern de Yrigoyen, el diari també va ser molt crític amb el govern del president Juan Domingo Perón, convertint-se en un dels seus principals opositors. A causa dels problemes econòmics del diari, en 1951 la família Botana es veu obligada a vendre'l, sent comprat pel govern de Perón. Finalment, allunyat de l'esplendor que ho va caracteritzar durant les dècades de 1920 i 1930, el diari va deixar de circular el 30 de març de 1962.

## Edifici

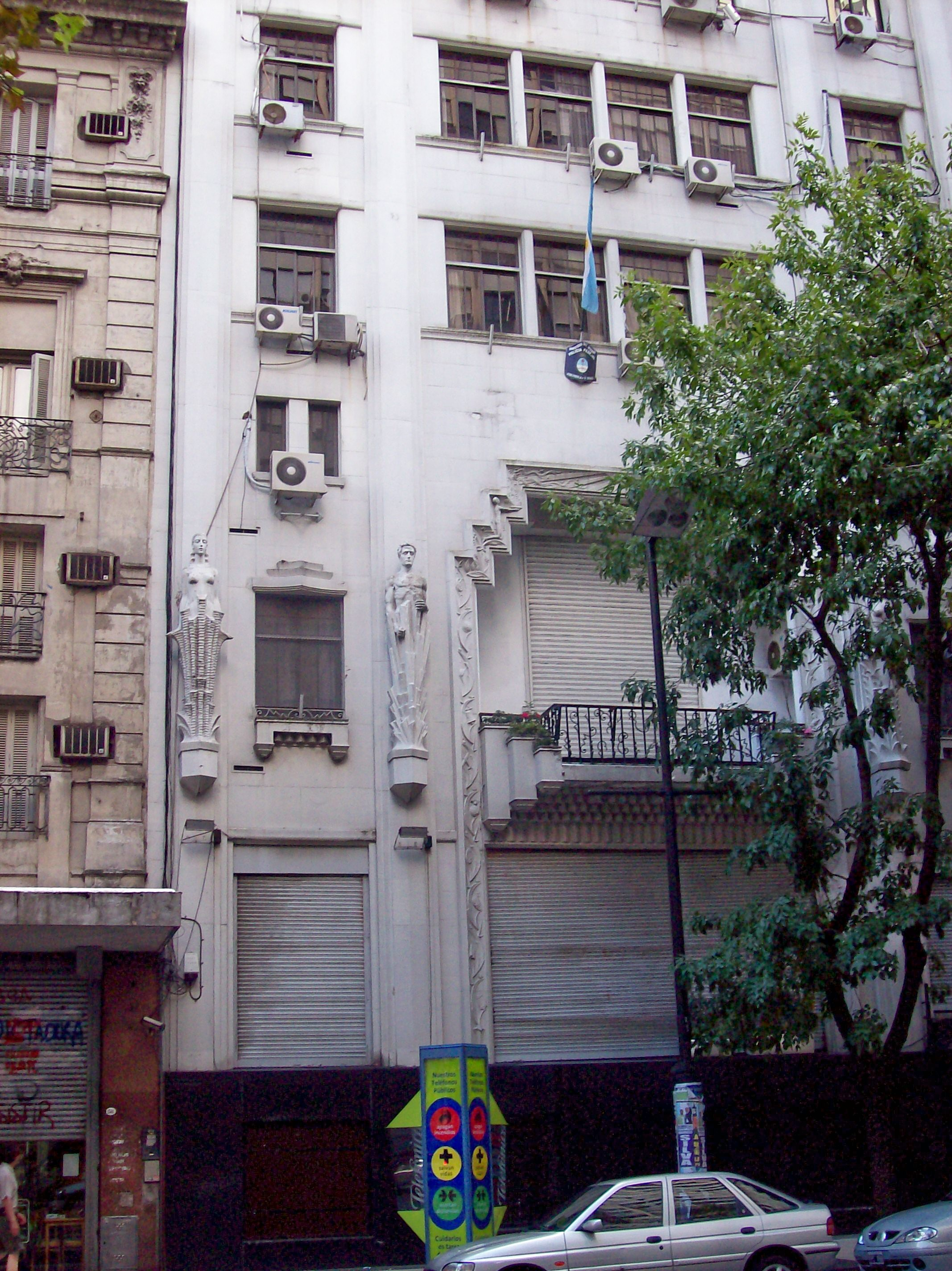
Avinguda de Mayo, Buenos Aires. Edifici que va ser seu del Diari Crítica.

Encara que la primera seu de la redacció de Crítica era al carrer Sarmiento al 800, es tractava d'oficines llogades. No va ser fins a mitjan dècada de 1920 que es va adquirir un dels pocs terrenys lliures que quedaven en l'Avinguda de Mayo, amb l'objectiu de construir el gran palau periodístic.
Per a açò, Botana va contactar amb els arquitectes hongaresos Andrés i Jorge Kalnay, els quals en 1926 van projectar el nou edifici. Segons algunes fonts, l'obra hauria sigut majoritàriament dissenyada per Jorge, siguent d'Andrés sols els ornaments i decoració de la façana. El palau de Crítica seria inaugurat pel setembre de 1927, amb una gran festa corresponent a la importància que tenia el diari en eixe moment.
Encara que Botana ràpidament va justificar el luxós edifici com un palau per al poble, no va deixar de tractar-se d'una excepcional seu amb tots els avançaments per a l'època i alguns detalls extravagants, com una sala d'armes per al seu amo i director. En el soterrani estaven les maquinàries i rotatives, en el primer pis l'oficina del Directori, en el segon el despatx del Botana, el saló d'actes, la biblioteca i l'arxiu de Crítica; en el tercer pis la redacció, a la cambra els gravadors i l'administració i en el cinquè els tallers. A més, l'edifici tenia una sèrie de consultoris mèdics i jurídics d'atenció lliure, als quals s'accedia per l'entrada posterior al carrer Rivadavia.
Quant al seu estil, l'edifici del diari Crítica va ser una de les primeres peces d'art decó porteny, i una de les més destacades juntament amb les de l'arquitecte Alejandro Virasoro. Aquest nou moviment s'havia gestat a París en 1925, i un any després ja els germans Kalnay l'aplicaven a la seu del diari. Jorge Kalnay va ser un gran interessat en la cultura i art precolombins, i els va aplicar al diari Crítica, decorant els pisos amb il·lustracions del calendari asteca, i les finestres amb vitralls de motius solars. L'oficina de Botana apareix jerarquitzada en la façana, ja que està retirada del front, ornamentada amb motius botànics que al·ludeixen a l'arbre del periodisme, i els seus fruits i custodiada per quatre estàtues.
Un altre detall notable de l'edifici de Crítica van ser les seves portes corredores de bronze, de gran grossor, que van permetre salvar al personal del diari en oportunitats de manifestacions violentes que van intentar atacar la seu.
En l'actualitat, aquest edifici que es troba en Avinguda de Mayo 1333, pertany a l'Estat Nacional, i allotja a la Superintendència d'Administració de la Policia Federal Argentina.

### Tallers
El segon edifici pertanyent al diari Crítica va ser inaugurat l'1 de desembre de 1930, i va allotjar als tallers auxiliars, al carrer Salta 1915, a pocs panys de cases de l'Estació Constitución. Projectat pels arquitectes Pibernat i Loizaga, i la col·laboració de Virasoro, comparteix l'estil art decó distintiu de la seu d'Avinguda de Mayo, i es destaca per una gran torre que apunta cap al fons del terreny, visible des dels voltants, que encara en l'actualitat ostenta el logo del periòdic, deteriorat pel pas de les dècades.
En 1997 va ser parcialment ocupat per la Fundació Cinemateca Argentina, i en 2004 va ser restaurat pel Sindicat de la Indústria Cinematogràfica Argentina (SICA), amb col·laboració del INCAA i la Corporació Buenos Aires Sud, per allotjar el seu Centre de Formació Professional.